# P-tip kalcijumski kanal
P-tip kalcijumski kanal je tip naponom-kontrolisanih kalcijumskih kanala. Poput drugih kanala ove klase, α1 podjedinica određuje većinu osobina kanala.
P-tip („P“ za cerebelarne Purkinje ćelije) kalcijumski kanali imaju sličnu ulogu sa N-tip kalcijumskim kanalima u oslobađanju neurotransmitera na presinaptičkom terminalu, i u neuronskoj integraciji mnogih neuronskih tipova. P kanale su otkrili u cerebelarnim Purkinje ćelijama Linas i Sugimori.
Oni su takođe nađeni u Purkinje vlaknima u provodno električnom sistemu srca. Njihova svojstva su u manjoj meri izučena.

## Literatura
1. ↑  Llinás R, Sugimori M (1980). „Electrophysiological properties of in vitro Purkinje cell somata in mammalian cerebellar slices”. J. Physiol. (Lond.). 305: 171—95. PMC 1282966 . PMID 7441552.
2. ↑  Llinás R, Sugimori M, Lin JW, Cherksey B (1989). „Blocking and isolation of a calcium channel from neurons in mammals and cephalopods utilizing a toxin fraction (FTX) from funnel-web spider poison”. Proc. Natl. Acad. Sci. U.S.A. 86 (5): 1689—93. PMC 286766 . PMID 2537980. doi:10.1073/pnas.86.5.1689.

## Spoljašnje veze
- P-Type+Calcium+Channel на 